# Carlinhos Brown
Carlinhos Brown, pseudonimo di Antônio Carlos Santos de Freitas (Salvador, 23 novembre 1962), è un cantante, compositore, percussionista, produttore musicale e agitatore culturale brasiliano, considerato uno dei creatori del samba-reggae.
Il suo nome d'arte vuole essere un omaggio a James Brown, esponente di spicco della musica nera degli anni settanta, idolo del funk e della soul music e a H. Rap Brown, leader dello Student Nonviolent Coordinating Committee.
Nel 2012, ha gareggiato per l'Oscar con la canzone "Real in Rio", frutto di una collaborazione con Sérgio Mendes per la colonna sonora del film Rio [ 2 ] Tra i vari premi ricevuti nel corso della sua carriera, si segnalano un Goya Award, due Latin Grammy e 8 nomination, oltre al trofeo assegnato in riconoscimento del suo lavoro di educatore artistico dall'ISME - International Society of Musical Education.

## Biografia
Apprese come primo strumento il pandeiro e a poco a poco cominciò a dominare tutti gli strumenti delle percussioni. Divenne uno dei musicisti più richiesti di Bahía al principio degli anni ottanta. Nel 1984 suonò nel gruppo "Acordes Verdes" di Luis Caldas. Nel 1985 fece parte del gruppo di Caetano Veloso nel disco "Estrangeiro". In questa partecipazione, la sua composizione "Meia Lua Inteira" riscosse molto successo in Brasile ed anche all'esterno del paese. Sempre nello stesso anno, lo stesso Luis Caldas incise "Visão de Cíclope", prima composizione di Brown e uno dei successi più suonati nelle stazioni radio di Salvador. Subito sorsero "Remexer", "O Còco" e "É Difícil", composizioni sue reinterpretate da altri artisti, che gli valsero il premio Caymmi, uno dei più importanti della musica baiana. Partecipò anche a una serie di concerti con João Gilberto, Djavan y João Bosco.
Nel decennio successivo divenne definitivamente conosciuto a livello nazionale e internazionale come leader del gruppo Timbalada. Questo gruppo riunì più di 100 percussionisti e cantanti, i "timbaleiros", la maggior parte giovani poveri del barrio de Candeal, dove nacque. Incise otto CD e girò per i suoi concerti in vari paesi del mondo. Nel 1993 fu descritto dalla Rivista Billboard come "il miglior CD prodotto in America Latina". Grazie al successo di Timbalada lanciò nel 1996 i dischi "Alfagamabetizado" e "Omelete Man", dove oltre a suonare è presente nei ruoli di cantante e compositore. La sua musica formò parte anche del fenomeno musicale di Bahía conosciuto come Axé, e la sua partecipazione al Carnevale di Bahía nei trio elettrici insieme alla banda Timbalada, è un fenomeno popolare come Hermeto Pascoal, Carlinhos è divenuto famoso anche per riuscire a tirar fuori dei ritmi anche con bidoni della spazzatura o secchi d'acqua. Oltre a Timbalada, altri suoi progetti paralleli a Bahia furono, tra gli altri: uno spazio musicale chiamato Candyall Ghetto Square, lo Studio Ilha dos Sapos, il trio elettrico Camarote Andante e l'Associazione di Acción Social Pracatum.
Durante il 2002 riscosse un grande successo nelle radio brasiliane cantando con Arnaldo Antunes e Marisa Monte nei Tribalistas. Il singolo "Já sei namorar" fu numero uno nelle principali liste di radio del Brasile. Il secondo singolo del lavoro, "Velha Infância", divenne la colonna sonora di una telenovela trasmessa da Rede Globo, un canale televisivo brasiliano.
Nel 2003 i Tribalistas vinsero i premi di miglior CD, DVD e miglior canzone con "Já sei namorar" durante il Prêmio Multishow de Música Brasileira. Il punto definitivo per la sua conquista dell'universo musicale mondiale fu il film di Fernando Trueba -e CD parallelo- "El milagro de Candeal" (Il miracolo di Candeal), un documentario sulla musica e la cultura di Salvador de Bahía e i progetti sociali che Brown porta avanti da anni nella favela di Candeal. Il documentario ottenne due premi Goya della Academia di cinema spagnolo nel gennaio 2005; non solo il miglior documentario; anzi fu codecorato con il Goya come la miglior "Banda Sonora Original".

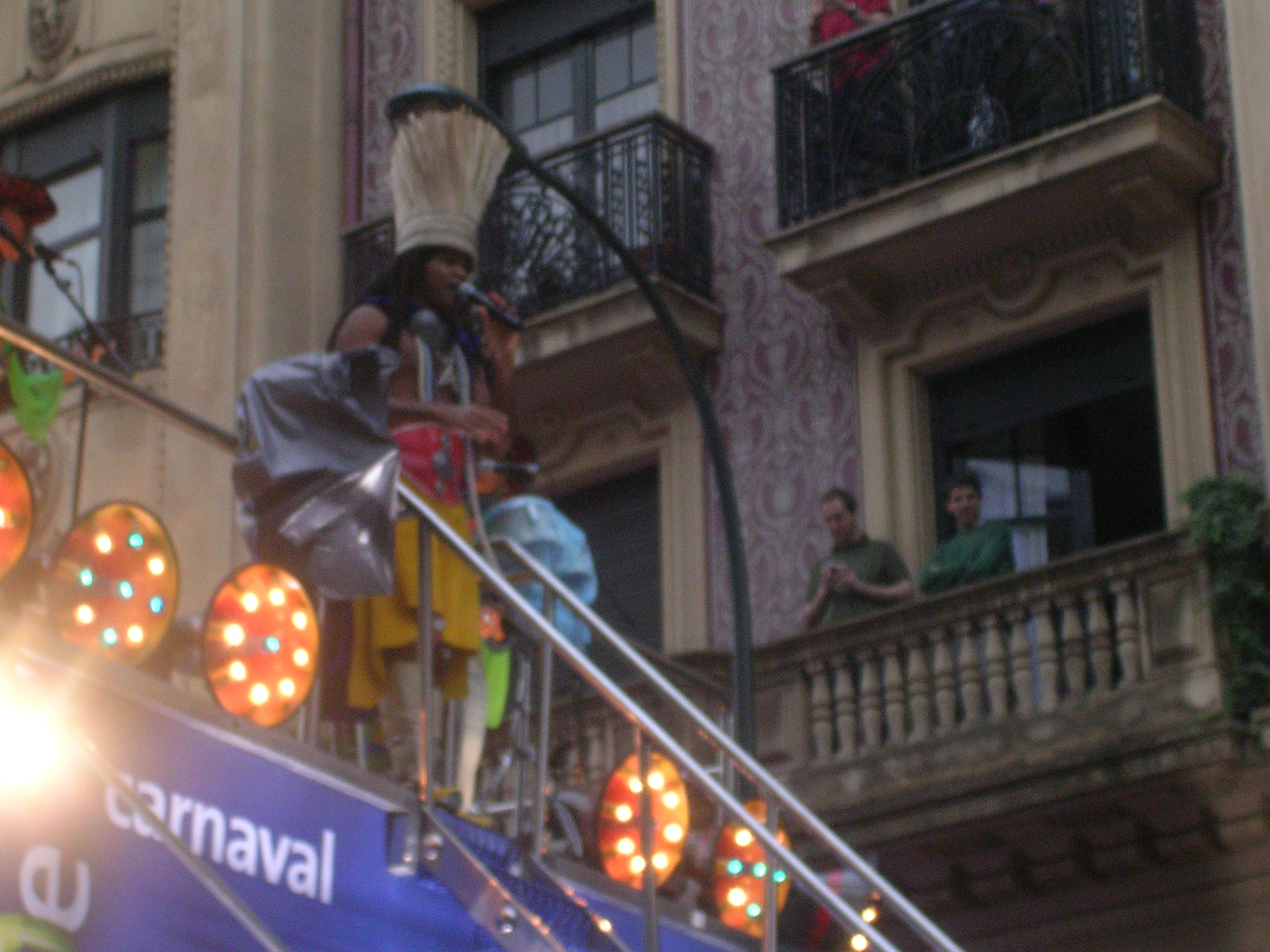
Carlinhos Brown a Bilbao per il suo Carnaval

Per tutto ciò, la sua musica è sinonimo di festa, di divertimento, perché considera che l'allegria sia utile a tutti allo stesso modo, al ricco come al povero. La sua musica è esempio di solidarietà, di compromesso, di aiuto. Pochi artisti possono fare a meno di un compromesso, come ha dimostrato Carlinhos Brown, con la comunità (il barrio) dove nacque, crebbe e formò la sua persona, Candeal. E con il suo paese e il mondo in generale.
Compromesso che non rimane nei testi delle canzoni o nelle dichiarazioni nelle interviste, ma che apporta tutto quello che sta nella sua mano e nel suo portafogli per, ad esempio, tirar fuori il già popolare quartiere di Salvador de Bahía dalla miseria attraverso la musica, sviluppando i già menzionati progetti, uno spazio musical come el Candyall Gueto Square e la scuola di musica Pracatum, scommettendo sull'educazione, cambiando le pistole in mano ai giovani con armi molto meno dannose come gli strumenti musicali. Nel 2005 Brown fece una tournée di concerti in Spagna, nelle città di Bilbao, Madrid, Siviglia, Valencia e Barcellona, a bordo di un carro pieno di musicisti che attraversò parte del centro cittadino di queste città nelle due - tre ore di spettacolo previste per ogni concerto.

## Discografia
- 1996 - Alfagamabetizado
- 1998 - Omelete Man
- 2001 - Bahia do Mundo, Mito e Verdade
- 2002 - Para Sempre
- 2002 - Tribalistas
- 2002 - Tribalistas - DVD
- 2003 - Carlinhos Brown é Carlito Marrón
- 2004 - El milagro de Candeal
- 2006 - Fame e pobreza
- 2007 - A gente ainda não sonhou
- 2010 - Adobro
- 2010 - Diminuto
- 2014 - Marabô
- 2014 - Vibraaasil
- 2015 - Sarau du Brown